# Jeřáb oskeruše
Jeřáb oskeruše (Sorbus domestica), někdy uváděný jako oskoruše, nářečně oskoruša, je opadavý, listnatý ovocný strom dorůstající výšky až 15 m jako solitér nebo až 30 m v lese. V podmínkách České republiky se dožívá 300 až 500 let, v jižní Evropě až 600 let. V Česku je tato dřevina vzácná a vyskytuje se v Českém středohoří a na jihovýchodě Moravy. Název oskeruše je všeslovanský a je nejasného, asi již praevropského původu.

## Poznávací znaky

### Pupeny
Oskeruše má lysé a lepkavé pupeny hnědé až hnědozelené barvy.

### Listy
Listy jsou střídavé, lichozpeřené, jejich délka je 13 až 25 cm a skládají se z 13 až 21 lístků. Délka lístku je 3 až 6 cm, šířka 1 až 2 cm, tvar je podlouhle eliptický nebo oválný. Horní část listu je jednoduše pilovitá, spodní část celokrajná. Mladé listy jsou bíle ochlupené, toto ochlupení později mizí.

### Květenství
Květenstvím je chocholík bílé, vzácně i růžové barvy. Kvete v květnu až červnu, květy odkvetou již za 14 dní.

### Kůra
U mladých stromků je kůra hladká, po 7. roce šupinatá, později brázditá.

### Koruna
Koruna je široce kulovitá, s mnoha většinou vodorovně rostoucími nebo lehce vzhůru směřujícími větvemi. Velikost koruny závisí na tom, zda je strom solitér nebo zda roste v lese. V případě solitéru může být její šířka až 20 m, u stromů rostoucích v lese je menší.

## Výskyt
V našich podmínkách se oskeruše vyskytuje v dubovém a bukodubovém vegetačním stupni. Běžný výskyt je ve výškách od 160 do 500 m n. m. Oskeruše se může vyskytovat jako solitér ve volné krajině – pak má výšku asi 10 až 15 m, šířka koruny až 20 m – nebo v lese, kdy je vyšší než v otevřené krajině – její výška je na úrovni okolních stromů, další odlišností je menší koruna. Oskeruše je sice teplomilná rostlina, na druhou stranu vzrostlé stromy jsou mrazuodolné (vydrží teploty do −30 °C), dává přednost prosvětleným suchým a málo vlhkým stanovištím, která jsou bohatá na živiny. Je odolná proti exhalacím a smogu.

## Rozšíření
Oskeruše se vyskytuje hlavně v jižní Evropě (Balkán, Itálie, část Španělska), ve Francii a středním Německu, kde je nejsevernější výskyt v Sasku-Anhaltsku. Na několika lokalitách lze najít oskeruši i v severní Africe a v Turecku. V Česku se oskeruše nachází v Českém středohoří a na jihovýchodě Moravy, na Slovácku, kde je rozšířena od Pálavských vrchů po Vizovickou vrchovinu. Původnost druhu je v České republice nejasná, snad jen na jižní Moravě může být zčásti původní, většina výskytů je však pozůstatkem starých výsadeb.
Oskeruše patří mezi ohrožené druhy dřevin – v Česku není ani 800 vzrostlých stromů. V poslední době se sice vysazují tisíce mladých stromků, ale plodného věku (10 až 20 let) se dožije jen asi desetina, a stromů, které se dožijí 100 let, bude ještě mnohem méně. Podobná situace je i v jiných místech Evropy – i když je areál oskeruše velký, nikde neexistuje souvislý porost, pohromadě lze nalézt jen skupinku několika stromů.
Největší oskeruše na Moravě je Adamcova oskeruše, nacházející se pod kopcem Žerotín asi 3 km jižně od Strážnice. S obvodem kmene 462 cm je považována za největší ve střední Evropě. Koruna je vysoká 11 a široká 18 metrů, stáří je odhadováno na 400 let. V Čechách roste největší oskeruše v obci Jenčice. Má obvod kmene 390 cm. Obec má ratolesti oskeruše i na své vlajce.

## Rozmnožování
Oskeruše je jednodomá dřevina schopná samoopylení. Aby semena mohla vyklíčit, musejí ve volné přírodě projít zažívacím ústrojím ptáků nebo savců. Oskeruši je možné rozmnožovat i uměle. Z metod umělého rozmnožování můžeme uvést vegetativní metody roubování a odběr kořenových, popřípadě bylinných řízků. Nepříliš vhodný je u oskeruše inbreeding, kdy dochází k menší životnosti, větší náchylnosti na houbové choroby a menšímu vzrůstu. Celkem překvapivé je, že i přes malý počet stromů a malou hustotu rozšíření je i u skupinek stromů jejich vzájemná genetická odlišnost celkem vysoká.

## Plody

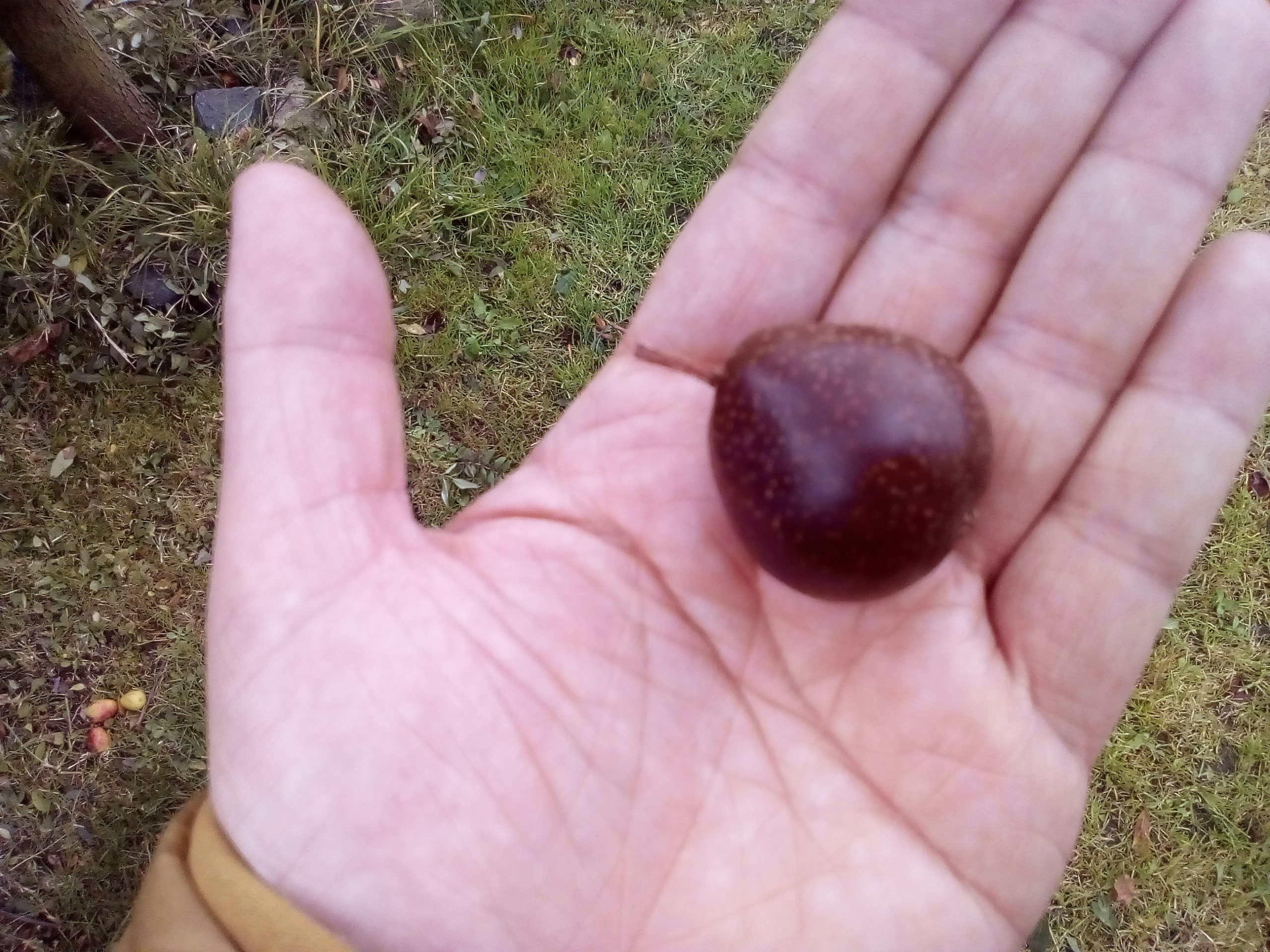
Zhnědlý plod oskeruše vhodný ke konzumaci

Oskeruše začíná plodit ve věku 10 až 20 let. Plody většinou dozrávají a opadávají od srpna do listopadu. Množství ovoce je různé, v případě vzrostlého stromu se uvádí hodnoty od 300 do 1200 kg, přičemž platí, že solitérní stromy díky své velké koruně jsou na úrodu bohatší než stromy rostoucí v lese. Avšak úroda ovoce nebývá každoroční, některý rok se totiž neurodí nic.

V souvislosti s neúrodou oskeruší se často traduje, že pokud je květ oskeruše ozářen bleskem, pak opadne a nedojde ke tvorbě plodu. Údajně byly spatřeny stromy, u kterých byly plody jen na jedné straně stromu, na druhé v důsledku ozáření květů bleskem nebyly plody žádné. Vysvětlením je tzv. střídavá plodnost velkých stromů, kdy strom částečně odpočívá a neplodí v celé koruně (zdroj: Vít Hrdoušek a kol.)
Plodem oskeruše je malvice. Tvar plodů je různý, může být kulovitý, hruškovitý nebo i vejčitý. Barva žlutozelená až hnědozelená, na straně přivrácené ke slunci oranžová až červená. Váha plodu stromů v otevřené krajině v České republice 10 až 30 g, průměr plodu 2,5 až 4,0 cm. Plody lesních stromů jsou většinou menší jen 4–15 gr. V jižní Evropě mohou být plody větší, s průměrem až 5 cm a váhou přes 30g (max 50 g.). Plody jsou sladké, šťavnaté a aromatické, ale pro konzumaci je vhodné je nechat uležet do té doby, než změknou a zhnědnou, tzv. zhniličkovatí.(zdroj: Vít Hrdoušek a kol.)
Plody obsahují:
- cukry
- bílkoviny
- pektiny
- vitaminy – např. vitamín A, C
- organické kyseliny
- minerály
- tříslovinu (tanin)

## Využití

### Využití plodů
Plody je možné po uležení konzumovat bez jakékoliv další úpravy (jsou chuťově výborné), je možné z nich dělat kompoty, marmelády či je usušit. Po umletí sušených oskeruší je možné prášek používat k ochucování jídel (má příchuť skořice). Dále se používá ke konzervování jablečného moštu či jiných ovocných šťáv. Další možností je výroba likérů či velmi kvalitní pálenky – oskerušovice.
Plody mají i léčivé účinky: používají se při střevních potížích (sušené ovoce se používá jako statikum, zatímco syrové má projímavé účinky), na revma a při horečce. V případě smísení oskerušovice s bylinkami a medem je možné léčit i nachlazení.

### Využití dřeva
Dřevo oskeruše je nejtěžší v celé Evropě[zdroj⁠?!], je velmi pevné a má pěknou barvu i kresbu, proto se používalo v truhlářství, řezbářství, používalo se jako materiál pro hudební nástroje, vinné lisy a mechanické nástroje. Dále se používalo jako materiál na ozdobné vykládání nábytku (intarzie). V současné době je oskerušové dřevo zpracováváno jen několika málo podniky v Evropě, což je dáno vzácností oskeruše. Každopádně oskerušové dřevo je velmi kvalitní a je možné, že v budoucnosti dojde k rozšíření pěstování oskeruší a využívání jejich dřeva.

## Historie
Oskeruše je snad zčásti původním druhem teplých doubrav a dubohabřin na jižní Moravě, zvláště na Slovácku, kde její výskyt navazuje na Slovensko a Rakousko. Výskyt v Českém středohoří je od dob středověku, kdy se sem rozšířila s vinnou révou. Lze najít spoustu názorů na to, jak se oskeruše dále dostala na moravské a české území. Mezi lidové názory na její původ patří přinesení rostliny v době tureckých válek, kdy k nám měla být donesena z Balkánu. Dalším názorem je, že ji sem zanesli už staří Římané, jejichž vojska ji vysazovala na dobytém území, takže sloužila i jako obdoba hraničních kamenů (Limes Romanus).

## Památné stromy vCHKO Bílé Karpaty
Na jižní Moravě se nachází největší a nejstarší oskeruše v celém Česku. Mezi památnými stromy v CHKO Bílé Karpaty nalezneme následující pět oskeruší. 

Pozn.: obvod kmene se měří ve výšce 1,3 m nad zemí.

### Adamcova oskeruše
Katastr: Strážnice, vinice Žerotín

Obvod kmene: 458 cm 

Stáří (odhad): 400 let 

Výška koruny: 11 m 

Šířka koruny: 18 m 

Adamcova oskeruše je největší oskeruší v Evropě a navíc patří i k nejstarším.

### Karlova oskeruše
Katastr: Strážnice 

Obvod kmene: 337 cm 

Stáří (odhad): 300 let

### Špidurova oskeruše
Katastr: Tvarožná Lhota 

Obvod kmene: 370 cm 

Stáří (odhad): 300 let

### Brhelova oskeruše
Katastr: Kněždub 

Obvod kmene: 290 cm 

Stáří (odhad): 250 let

### Polichenská oskeruše
Katastr: Polichno 

Obvod kmene: 328 cm 

Stáří (odhad): 275 let